# Билён, Жак-Никола
Жак-Никола Билён (фр. Jacques-Nicolas Bellin; 1703[…], Париж — 21 марта 1772, Версаль) — французский гидрограф, географ, представитель французской интеллектуальной группы «философов».
Билён родился в Париже. Он был гидрографом Dépot des cartes et plans de la Marine, членом Морской академии и Лондонского королевского общества. За свою 50-летнюю карьеру создал множество карт, представлявших особый интерес для Морского министерства. Особенно ценны его карты Канады и французских территорий в Северной Америке (Новая Франция, Акадия, Луизиана). Умер в Версале.

## Биография

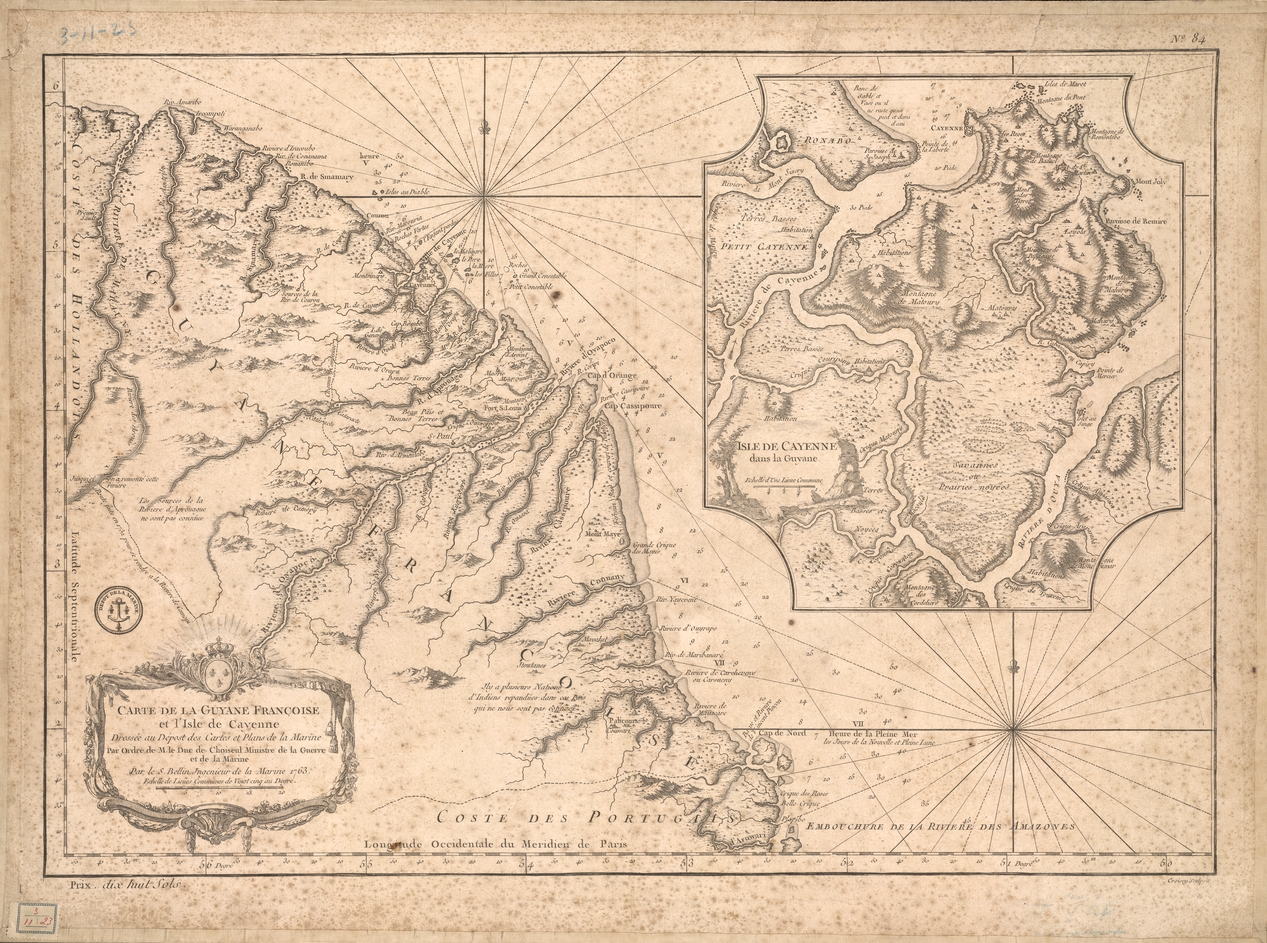
Карта французской Гайаны и острова Кайенна, 1763 г., автор Билён

В 1721 г., в возрасте 18 лет, был назначен гидрографом (главным картографом) французского флота. В августе 1741 г. он стал первым морским Ingénieur de la Marine of the Dépot des cartes et plans de la Marine (Гидрографического управления Франции) и был назначен официальным гидрографом французского короля.
За время своей деятельности Dépot опубликовало огромное количество карт и схем, среди которых были большие морские карты Франции формата фолио — «Neptune Francois». Также выпустило ряд морских атласов мира, в том числе Atlas Maritime и Hydrographie Francaise. Они получили известность, признание и уважение во всей Европе и переиздавались на протяжении XVIII и даже последующих столетий. Билён также создавал карты меньшего формата, такие как 1764 Petit Atlas Maritime (5 томов), содержащий 580 подробных карт. Билён установил очень высокий стандарт качества и точности, что позволило Франции занять ведущее место в европейской картографии и географии. Многие из его карт были скопированы другими картографами Европы.
Входил в состав энциклопедистов — группы французских интеллектуалов XVIII века, составивших 35-томную «Энциклопедию» под редакцией Дени Дидро и Жана Лерона д’Алембера. Беллин написал 994 статьи.
Энциклопедисты принадлежали к группе философов, среди которых были великие умы Эпохи просвещения, например, Монтескьё, Вольтер, Руссо, барон д’Гольбах.

### Невинный участник географической ошибки
Билён составил ряд карт для 15-томной «Histoire Générale des Voyages» Антуана Франсуа Прево. Одна из этих карт привела к географической ошибке, последствия которой ощущаются до сих пор. Это была карта Филиппин, которую Беллин скопировал со всемирно известной карты, составленной в 1734 г. испанским миссионером на Филиппинах о. Педро Мурильо Веларде. В отличие от многих других европейских картографов того времени, прямо присвоивших карту Мурильо, Беллину хватило интеллектуальной честности, чтобы признать Мурильо своим источником, и это открытое признание отражено в титульном картуше карты Беллина, которая вышла в том же году, что и оригинальная работа Мурильо. На карте Билёна был изображен остров «Лимасава», придуманный в 1667 г. испанским монахом Франсиско Комбесом для обозначения места стоянки Молуккской армады под командованием капитана Фернана де Магеллана во время его плавания в филиппинских водах. Комбес, не читавший ни одного свидетельства очевидцев экспедиции Магеллана, опирался на два источника — безнадежно искаженный итальянский перевод рассказа Антонио Пигафетты, выполненный Джованни Баттиста Рамузио, и рассказ Антонио де Эррера-и-Тордесильяса. Рамузио писал, что в марте-апреле 1521 г. флот бросил якорь в Бутуане на острове Минданао и оттуда отплыл в Себу с короткой остановкой в Мессане. В аутентичном рассказе Пигафетты портом был остров Маццауа, а остров, на котором была сделана остановка, назывался Гатиган. Антонио де Эррера-и-Тордесильяс достоверно рассказал о стоянке в Маццауа. Комбес проигнорировал версию де Эрреры и принял версию Рамузио. Он писал, что флот Магеллана бросил якорь в Бутуане и оттуда отплыл в Себу, сделав остановку в месте, которое он назвал Лимасауа.
На пять лет раньше Комбеса о. Франсиско Колин писал, что в марте-апреле 1521 г. Армада пришвартовалась в Бутуане, где 31 марта 1521 г. Магеллан и его люди вместе с туземцами отслужили пасхальную воскресную мессу. Из Бутуана флот отплыл в Себу, сделав короткую остановку на станции, которую он назвал «Димасауа», что означает «это не Мазагуа Антонио де Эррера, где якобы состоялась пасхальная воскресная месса, о которой я уже говорил в Бутуане».
Этот эпизод был перенесён на карту 1734 г., составленную Мурильо, который использовал название Комбеса «Лимасава», а не «Димасауа», которое скопировал Билён.

### Гатиган становится Лимасавой
В 1789 г. августинец Карло Аморетти, итальянский энциклопедист и библиотекарь Амброзианской библиотеки в Милане, обнаружил среди разрозненных фондов библиотеки подлинную итальянскую рукопись Антонио Пигафетты. Из нее выяснилось, что портом в марте-апреле 1521 года был не Бутуан, а Мазауа. Аморетти, который сам не читал ни одного из пяти сообщений очевидцев об этом событии, включая две французские версии рассказа Пигафетты, в сноске утверждал, что Мазауа — это, скорее всего, остров Лимасава на карте Билёна, таким образом, перепутав реальный порт Мазауа с остановочным пунктом Гатиган.
Во многом благодаря появлению свидетельства очевидца Гинеса де Мафра, единственного моряка из флотилии Магеллана, вернувшегося на Мазауа, в показаниях которого содержится конкретное, измеримое описание Мазауа, распутался клубок, начиная с искаженной версии Пигафетты, изложенной Рамузио, и заканчивая неправильной версией Комбеса, Билёна и, наконец, Аморетти: Гатиган Пигафетты — это «Лимасава» Беллина.